# Qualcosa che scotta
Qualcosa che scotta (Susan Slade) è un film del 1961 prodotto, sceneggiato e diretto da Delmer Daves.

## Trama
Roger Slade è il direttore di una miniera in una zona isolata del Cile; dopo 10 anni ritorna negli Stati Uniti con la moglie Leah e la figlia Susan, bella ma ingenua diciassettenne; durante il viaggio via mare, Susan comincia una storia d'amore con il giovane Conn White, un ricco scalatore; in segreto i due hanno un rapporto e progettano di sposarsi, ma Conn vuole rimandare l'annuncio alle rispettive famiglie per poter scalare il monte McKinley in Alaska; lui si dirige verso Anchorage, mentre gli Slade si stabiliscono a Monterey; trovano alloggio in una casa procurata da Stanton Corbett, datore di lavoro di Roger e suo amico da molto tempo; Corbett gli ha anche procurato un laboratorio e sostegno finanziario per non fargli mancare niente, poiché Roger ha confidato a lui solo che è malato di cuore; la speranza è che il riposo lo aiuti a guarire mentre moglie e figlia faranno vita sociale.
Susan aspetta con ansia lettere da Conn, ma lui non scrive e l'unica volta che telefona, lei è fuori e perde la chiamata; presto Susan scopre di essere incinta di Conn, e lo tiene segreto tentando di contattare Conn urgentemente; i genitori provano a distrarla incoraggiandola ad uscire con Wells Corbett, figlio di Stanton, e comprandole un cavallo che viene affidato alla stalla di Hoyt Brecker. Questi è un giovanotto ostracizzato dalla comunità locale perché suo padre, un dirigente della ditta di Corbett, è stato condannato per essersi appropriato di denaro della ditta, e in seguito si è suicidato in prigione; Hoyt vive di quel poco che ricava dalla stalla, un guadagno ridotto dallo scandalo del furto, ma sogna di diventare scrittore; nonostante tutto i due diventano amici, e lui le confessa la sua scelta di fare lo scrittore e ripulire il suo cognome.
Susan riesce finalmente a parlare con il padre di Conn, che non ha mai incontrato, e scopre che Conn ha informato i suoi del loro amore, ma poi è morto durante la scalata in Alaska; sconvolta, Susan tenta di annegarsi nella baia ma viene salvata da Hoyt; nel delirio si fa scappare davanti alla madre della gravidanza; Roger e Leah decidono di salvaguardare il buon nome della famiglia trasferendosi in Guatemala, approfittando di un incarico da direttore di una miniera offerto a Roger; Susan terminerà lì la gravidanza, poi Leah farà passare il neonato per suo. Il piano riesce perfettamente, ma Susan trova difficile sopprimere i sentimenti materni per il piccolo Rogey (chiamato così dal nonno) e trattarlo come fratello invece che figlio.
Lo stress del lavoro aggrava la salute di Roger, che un giorno muore; Leah e Susan tornano a Monterey col bimbo, e qui la ragazza scopre che i Corbett hanno ristrutturato la casa creando uno spazio per lei come appartamento separato, cosa che la divide dal piccolo Rogey. Hoyt riprende la sua amicizia con Susan (si sono scritti regolarmente per tutto il tempo) e lui alla fine le dichiara il suo amore; ma anche Wells Corbett si fa avanti, la corteggia e le propone il matrimonio; Leah preme sulla figlia affinché accetti la proposta di Wells, avvertendola di non rivelare a lui o chiunque altro le vere origini del figlio, per timore di uno scandalo. Susan dal canto suo è riluttante al matrimonio con chiunque, perché non potrebbe essere onesta col marito; ma alla fine decide di accettare la corte di Wells, proprio mentre Hoyt sta correndo a dirle che è riuscito a far pubblicare il suo primo libro.
Susan e Hoyt litigano sulla decisione di lei, poiché lui ha in antipatia la famiglia Corbett a causa di suo padre; inoltre Hoyt non è convinto che Susan ami Wells; durante la loro discussione il piccolo Rogey comincia a giocare con un accendino e per disgrazia si dà fuoco da solo; il bambino viene portato all'ospedale, dove le famiglie Corbett e Slade più Hoyt si radunano e aspettano novità; il medico annuncia che Rogey sopravviverà, ma è molto grave quindi solo la madre può vederlo; Susan non riesce a trattenersi e rivela la verità sul bimbo per poterlo vedere. Di fronte al possibile scandalo, Wells Corbett ritira la sua proposta di matrimonio, per quanto il vecchio Stanton lodi l'onestà di Susan; invece Hoyt sostiene che i suoi sentimenti per lei non sono cambiati, e Susan gli dichiara sinceramente di amarlo; finalmente i due si abbracciano.